# Horacio Valdés
Horacio Valdés (6 de febrero de 1970 - 17 de marzo de 2021) fue un cantautor, actor, guitarrista y abogado panameño, conocido por haber sido el vocalista principal de la banda de rock Son Miserables. Contó con una amplia trayectoria en el ámbito musical, siendo miembro de La Academia Latina de Artes y Ciencias de la Grabación (LARAS).
Llevó su música a todos los rincones de su país y su proyección internacional abarca presentaciones exitosas en Estados Unidos, Puerto Rico, Costa Rica, Cuba, Honduras, y Venezuela.
Participó como cantante y compositor junto al también cantautor panameño Ruben Blades en el disco ganador del Grammy “La Rosa de los Vientos” y participó del disco “Paraíso Road Gang” con la canción “Mírame”. 
Formó parte de los proyectos Post, con la cual grabó dos discos, y Nave, con quienes grabó un disco.  En 2017 lanzó su primer disco como solista titulado “Viajar Liviano” del cual se desprenden los sencillos “Viajar Liviano”, “Me conformo” y “El amor de esa mujer”.
El 12 de diciembre de 2019, realizó un concierto en el Teatro Nacional de Panamá, en el que recorrió los éxitos de su carrera, el material fue grabado para el disco “Horacio Valdés en vivo desde el Teatro Nacional” que fue lanzado en junio de 2020.

## Sus inicios
Horacio Valdés comenzó a componer a los 17 años con la intención de poder expresarse a través de la escritura. Encontró la inspiración y el apoyo para iniciarse en la música en su hogar. Su abuelo tocaba el piano y su madre, Elvira Barrios, que una de las primeras Soprano del Conservatorio Nacional de Panamá y con ella, acudía al conservatorio al salir de la escuela.
Fue allí donde Valdés aprendió a respirar música y donde comenzó a expandirse su horizonte y sus objetivos. Haciendo música se sentía cómodo y libre, debido a que la música siempre fue un terreno cercano y fértil para él.
Ruben Blades, a quien Valdés consideraba su padrino musical, resultó clave para su desarrollo. Coincidieron en un estudio de grabación en Panamá y tejieron una fructífera relación artística. Tres canciones compuestas por Valdés fueron interpretadas por Blades en distintos discos, logrando 3 premios Grammy.
El proceso creativo de Horacio Valdés se resumía en no dejar de trabajar, escribía a diario y practicaba piano, guitarra y voz. Además, era un ávido lector, lo que le servía para componer.
Entre sus referencias musicales se encontraban The Beatles, Bob Dylan, Tom Petty, Ruben Blades y, en algunas de sus canciones, se perciben ligeros tonos de música country, heredada de los años que vivió en Estados Unidos.

## Son Miserables (1991 - 2004)
Horacio Valdés inició su carrera en 1991, como vocalista del grupo Son Miserables, con quienes grabó cuatro discos, llevando uno de ellos el título de ‘’vivo”, siendo hasta hoy el disco más vendido en la historia del rock panameño. 
Se presentaron por primera vez en una noche de talentos del Club Unión. El primer proyecto serio de la banda fue filmar un Vídeo Musical en 35mm para la canción “No te miento”, con la intención de participar en el concurso de Videos Maxell 1992, en la Ciudad de Panamá.  En dicho concurso obtuvieron el tercer lugar en la puntuación general y se ganaron 4 de las 6 categorías bajo las cuales fueron juzgados los videos.
El grupo se mantuvo activo hasta 2004.

## Post (2005 - 2008)
En el 2005, Valdés junto a Lionel "Nano" Alemán forman la banda Post, un proyecto que les permitía mostrar un sonido que definían como más crudo y menos comercial, con influencias del brit rock y brit pop.
En 2006, lanzan el primer disco de estudio de su proyecto Post, un disco homónimo de 10 canciones producido por Iñaki Iriberri y un año después, en 2007, la banda lanzó un segundo disco titulado Al borde, producido por Gavin MacKillop era cariñosamente referido por Horacio como el Abbey Road de su carrera.  El mismo  incluyó 10 canciones, entre ellas el tema Miguel, grabado anteriormente por Son Miserables.

## Nave (2010 - 2012)
Buscando nuevos sonidos, en 2011 y acompañado nuevamente de Lionel "Nano" Alemán, Valdés se une a Juan Ramón Della Togna y a José Manuel Correa, exintegrantes de la banda panameña Los 33, para formar la banda Nave con quienes lanzó un EP titulado Después de todo.
El proyecto surgió de una sesión de producción en casa de Della Togna, quien le comentó la idea a Valdés y poco después se unieron Alemán y Correa.
La particularidad del sonido de Nave radicaba en la voz y los arreglos de guitarra que los integrantes consideraban una interesante mezcla entre melodía y el sonido de guitarras distorsionadas.
Su música estuvo influenciada por bandas como U2, Coldplay, Just Ginger y Snow Patrol.

## Los reencuentros de Son Miserables (2009 - 2020)
El 31 de marzo de 2009 en el Teatro Nacional, durante su concierto “Canciones y Cultivos”, Horacio Valdés se presentó con todos los integrantes de la banda.
En 2010 realizaron un concierto en el Teatro Anayansi del Centro de Convenciones ATLAPA en el que la banda completa se presentó ante una sala llena.
Dos años más tarde, el grupo realiza una presentación solidaria para recaudar fondos que cubrieran los gastos de tratamiento del músico panameño Ricardo "Peluca" Isaza, quien padecía de leucemia linfoblástica. No fue el único evento con este fin en el que participó Valdés, ya que también se sumó en solitario a un evento llamado A Night for Peluca Isaza.
Los integrantes de Son Miserables regresaron a los escenarios en octubre de 2014 con dos conciertos en el teatro Amador, ambas fechas vendieron las entradas en su totalidad. 
En 2016 la banda se presentó en la Ciudad de David, Provincia de Chiriquí y posteriormente en Ciudad de Panamá el 28 de septiembre de 2018, siendo su última presentación en vivo.
El 10 de octubre de 2020 la banda realizó un presentación virtual con su formación original integrada por Horacio Valdés, David Bianco, Lionel Alemán, Ibón Gamecho y Javier Antelo.

## Su carrera solista (2007 - 2021)
En 2007, el cantautor panameño Yigo Sugasti inició la idea de convertir el movimiento de cantautores panameños Tocando Madera, la gira... en una fundación. Desde su inicio, Horacio Valdés se sumó al proyecto. 
Como cantautor, participó en eventos organizados por la fundación y llevó a cabo conciertos a beneficio de la misma.
En marzo de 2011 estrenó la canción Solo para ti, que forma parte del disco de cantautores panameños Tocando madera la gira en estudio. Este sencillo fue tema de una campaña de la fundación Fundacancer para crear conciencia acerca del cáncer, no solamente en el mes de prevención, sino durante todo el año.
En agosto de 2017, lanzó su álbum solista titulado Viajar Liviano, un álbum grabado en la ciudad de Los Ángeles; en el que incluyó 11 temas propios, entre ellos el sencillo promocional que dio nombre al disco.
En junio de 2020, presentó su primer disco en vivo en solitario, titulado Horacio Valdés en vivo desde el Teatro Nacional, en el que hizo un recorrido por los éxitos de sus 20 años de carrera musical, incluyendo sencillos de Son Miserables, Post, Nave y material solista. Este álbum fue grabado en diciembre de 2019 ante un aforo completo en la casa de la cultura panameña.
En marzo de 2021, Horacio Valdés fallece y solo unas semanas después, su director musical, Abraham Dubarran, propone la creación de un último material póstumo, creado con las maquetas de canciones que Valdés había dejado grabadas. Dubarrán invitó a participar a los compañeros de Valdés en sus diversos proyectos musicales: los integrantes de las bandas Son Miserables, Post, Nave y quien fuese su mentor, Ruben Blades. El EP, titulado Horacio, incluye 6 canciones y fue lanzado el 6 de febrero como conmemoración de su fecha de nacimiento.
Este último material incluye la canción "Te Levantaré", un tema que cierra un ciclo musical cumpliendo el sueño de Valdés de poder grabar con sus hijas, Victoria y Natalia, además de contar con un coro de más de 50 personas cantando al unísono.

## Vida personal y fallecimiento
Horacio Valdés se graduó con honores (magna cumbre laude) en Ciencias Políticas y Economía de la Universidad de Boston en Boston, Massachusetts en 1991 y obtuvo su doctorado en la Escuela de Leyes de la Universidad de Tulane en Nueva Orleans, Luisiana en 1994. Su especialidad era el Derecho Corporativo, Derecho Comercial, Almirantazgo y Marítimo. Ejercía como Cónsul Honorario de Malta.
Estuvo casado con Patricia Martinelli, con quien tuvo dos hijas, Victoria y Natalia.
Murió la noche del miércoles 17 de marzo de 2021 a causa de un infarto fulminante, a la edad de cincuenta y uno. Su sepelio se realizó el 19 de marzo, en la Iglesia de Guadalupe de la Ciudad de Panamá, en una ceremonia privada junto a su familia y amigos más cercanos.

## Discografía
| - Son Miserables (1996) - Son Miserables (disco negro) (1999) - Vivo (2000) - La última oportunidad (2001) - Vida Nueva (2002) | - Post (2005) - Al borde (2007) - Después de todo (2012) - Siempre vuelvo a ti (2014) | - Viajar liviano (album) (2017) - Horacio Valdés en vivo desde el Teatro Nacional (2020) - Horacio (2022) | - Tocando Madera la gira en estudio Vol.1 (2011) |

## Teatro
- Mamma Mia (2015)
- Grease (2018)

Sólo las Estrellas Bastarán (2022)